# Josef Jařab
Josef Jařab (26. července 1937 Kravaře – 3. května 2023 Olomouc) byl český amerikanista, literární historik a teoretik, překladatel a senátor.

## Život
V roce 1989 byl hostujícím profesorem na Harvard University a v roce 1990 byl jmenován řádným profesorem anglické a americké literatury na Univerzitě Palackého v Olomouci. Byl tváří protestů proti sovětské okupace Olomouce a požadoval jejich odchod a převedení některých sovětských nemovitostí ve městě na olomouckou univerzitu během jednání se sovětským generálem. Od 19. ledna 1990 do 31. ledna 1997 byl také rektorem Univerzity Palackého. V době, kdy byl rektorem, udělil Václavu Havlovi čestný doktorát filozofie. Byl to jeho první čestný doktorát od univerzity na území Československa. Roku 1994 patřil mezi zakládající členy Učené společnosti ČR a od 1997 do 1999 byl rektorem Středoevropské univerzity.
Od roku 1996 do roku 1998 byl též senátorem Parlamentu České republiky za obvod Olomouc a od 19. listopadu 2000 do 19. listopadu 2006 byl senátorem za obvod Opava. V březnu 2008 ho Poslanecká sněmovna PČR zvolila členem Rady České televize. Na funkci rezignoval na začátku března 2009, protože se rozhodl přednášet několik měsíců na univerzitě v americkém státu Oregon. Dne 27. září 2017 převzal z rukou předsedy Senátu Parlamentu České republiky, Milana Štěcha, Stříbrnou medaili předsedy Senátu.
Jeho manželkou a matkou jeho synů byla Zdenka Jařabová. Po její smrti v roce 2006 byla jeho partnerkou germanistka Ingeborg Fialová. Syn Jan Jařab je lékař, diplomat a obhájce lidských práv a David Jařab je divadelní režisér.

## Dílo
- NENADÁL, Radoslav; HILSKÝ, Martin; STŘÍBRNÝ, Zdeněk; VANČURA, Zdeněk; MASNEROVÁ, Eva; LUKEŠ, Milan; JAŘAB, Josef. Slovník spisovatelů Spojené státy americké. [s.l.]: Odeon, 1979. 758 s.
- JAŘAB, Josef. Masky a tváře černé Ameriky. [s.l.]: Odeon, 1985. 336 s.
- NENADÁL, Radoslav; MASNEROVÁ, Eva; JAŘAB, Josef. Antologie americké literatury. [s.l.]: Státní pedagogické nakladatelství, 1985. 420 s.
- JAŘAB, Josef. Dítě na skleníku: výbor ze současné americké poezie. Praha: Odeon, 1989. 390 s. ISBN 80-207-0080-3.
- GUZIUR, Jakub; JAŘAB, Josef. George Steiner a myšlenka Evropy. [s.l.]: Periplum, 2007. 125 s. ISBN 80-866-2430-7.
- JAŘAB, Josef. Mezi realitou a literaturou: 6. přednáška z cyklu vědeckopopulárních přednášek významných absolventů Univerzity Palackého v Olomouci. Olomouc: Univerzita Palackého v Olomouci, 2008. 78 s. ISBN 978-80-244-1920-6.
- JAŘAB, Josef; PEPRNÍK, Michal. Pluralita kultury: literatura a film v dnešním světě. Olomouc: Univerzita Palackého v Olomouci, 2011. 210 s. ISBN 978-80-244-2981-6.
- JAŘAB, Josef. Literární modernismus ve světě. [s.l.]: Univerzita Palackého v Olomouci, 2015. 378 s. ISBN 978-80-244-4361-4.
- JAŘAB, Josef. Amerika u nás a v nás. [s.l.]: Moraviapress, 2018. 228 s. ISBN 978-80-87954-09-6.
- JAŘAB, Josef. Rektorská rozpomínání. [s.l.]: Univerzita Palackého Olomouc, 2018. 279 s. ISBN 978-80-244-5210-4.
- Americká černošská próza – Obsah a pojetí pojmu na pozadí historického vývoje, 1971
- American Poetry and Poets of Four Centuries, 1976

## Ocenění
- Cena města Olomouce (1997)[10]
- Stříbrná medaile předsedy Senátu (2017)
- Cena VIZE 97 (2018)
- Medaile Za zásluhy  1. stupně in memoriam), udělil prezident Petr Pavel (2023)

## Odkaz
Město Olomouc po něm v červnu 2023 pojmenovalo nábřeží Josefa Jařaba, a to v úseku řeky Moravy mezi mosty u ulic Komenského a Masarykova.